# Закон о «суверенном интернете»
Закон о «суверенном интернете» — неформальное название Федерального закона от 1 мая 2019 года № 90-ФЗ «О внесении изменений в Федеральный закон „О связи“ и Федеральный закон „Об информации, информационных технологиях и о защите информации“», предусматривающего создание национальной системы маршрутизации интернет-трафика, инструментов централизованного управления и др. Вступил в силу 1 ноября 2019 года.
Вносит изменения в федеральный закон «О связи» и федеральный закон «Об информации…». Ещё на стадии внесения в Госдуму закон вызвал дискуссию о регулировании интернет-трафика в России.
Основные изменения и нововведения:
- операторы связи обязаны установить государственное оборудование на точках обмена трафиком для анализа и фильтрации трафика (Deep Packet Inspection; DPI) внутри страны и линиях связи, пересекающих границу России;
- операторы связи обязаны вносить в регистр и использовать исключительно эти точки обмена (порядок определяет Правительство);
- Роскомнадзор реализует «централизованное управление» Рунетом;
- Роскомнадзор реализует ограничение доступа к запрещённым в России сайтам;
- для проверки процедур будут проводить учения;
- создаётся национальная система доменных имён.

Сторонники закона обосновывают его принятие необходимостью обеспечить безопасность России в случае её отключения от интернета. Оппоненты отвергают техническую возможность отключения рунета от глобальной сети по команде извне.

## Обсуждение законопроекта

### Предпосылки
Экспертное обсуждение необходимости принятия специализированного правового акта, направленного на обеспечение безопасности российского сегмента сети Интернет, велось на протяжении нескольких лет. 29 декабря 2016 года советник президента РФ по интернету Герман Клименко заявил о необходимости разработки защитных сценариев на случай дальнейшего ухудшения внешнеполитических отношений между Россией, США и странами Европейского союза. Вероятность отключения России от мирового Интернета он оценил как очень высокую.
В этом же месяце ФСБ сообщила о подготовке иностранными спецслужбами серии кибератак с целью дестабилизировать финансовую систему России. «Ростелеком» подтвердил эту информацию и добавил, что отразил атаки на пять крупнейших банков и финансовых организаций.
Компания NetBlocks разработала калькулятор, с помощью которого можно посчитать финансовый урон экономике различных стран от сбоев сети или блокировки отдельных сервисов. Глава профильного комитета Госдумы Леонид Левин, воспользовавшись калькулятором, заявил, что потери российской экономики в случае отсутствия интернета составят 20 млрд руб. в сутки. В частности, внутри страны станут недоступны сайты и онлайн-клиенты банковских приложений, не будет работать система предоставления электронных госуслуг, в большинстве государственных и частных организаций будет парализован электронный документооборот.
В ноябре 2016 года Минкомсвязь обнародовала первую версию законопроекта, цель которого декларировалась как «обеспечение целостности, непрерывности, стабильности, устойчивости и защищенности функционирования российского национального сегмента интернета». Документ критиковали не только IT-эксперты, но и другие ведомства, в частности, Минфин и Минэкономразвития, в результате он не был внесён в Госдуму. Однако в ноябре 2017-го Совет безопасности России дал поручение министерству (подписанное Николаем Патрушевым и Владимиром Путиным) вновь представить «предложения по созданию и внедрению государственной информационной системы обеспечения целостности, устойчивости и безопасности функционирования российского сегмента сети интернет, а также замещающих корневых серверов национальных доменных имен верхнего уровня». Разработкой законопроекта много лет занимался замминистра связи Алексей Соколов, ранее служивший в ФСБ.

### Цель законопроекта
Законопроект предполагает создание независимой инфраструктуры для бесперебойного функционирования интернета в России. Она позволит обеспечить работоспособность сайтов в случае невозможности подключения российских операторов связи к зарубежным корневым серверам интернета. Законопроект наделяет Роскомнадзор полномочиями следить за функционированием интернета и сетей связи общего пользования в целях выявления угроз устойчивости. А на операторов связи, обеспечивающих доступ в интернет, возлагается обязанность установки у себя в сети технических средств противодействия таким угрозам.
Согласно авторам законопроекта, его реализация позволит обеспечить безопасность страны, так как официально принятая стратегия кибербезопасности США[уточнить] предусматривает «возможность использования киберпространства для наступательных операций». Авторами также приводился пример отключения Сирии от интернета в ноябре 2012 года, что было названо спецоперацией, проведённой АНБ США (мнения по этому вопросу расходятся).
Согласно заявлению официальных властей Сирии, отключение Интернета в 2012 году было осуществлено «террористами, атаковавшими кабели». Согласно другой версии, это произошло из-за случайного действия американской «закладки» в маршрутизаторе, находившемся под контролем правительства страны.
Согласно отзыву комиссии по связи и информационно-телекоммуникационным технологиям РСПП, угроза отключения от зарубежных корневых серверов неактуальна, поскольку соответствующие функции выполняют уже имеющиеся в России копии корневых серверов (из 13 корневых серверов DNS большинство расположено в США, несколько — в Европе и Японии). Кроме того, отключение сети в России по команде из США или какой-либо другой страны невозможно в силу архитектуры DNS-серверов, причём такая попытка будет сопровождаться высокими издержками для самих США.
Директор Института развития интернета Сергей Петров заявил, что закон предписывает создать на территории РФ корневые сервера, чтобы обеспечить устойчивость интернета в России, а не задействовать работу российских серверов, в том числе финансовых и государственных, напрямую через глобальную сеть.

### Дискуссия об устойчивости работы сети

#### Внешний фактор
Обсуждение необходимости принятия специализированного правового акта, направленного на обеспечение безопасности российского сегмента сети Интернет, велось на протяжении нескольких лет. В 2014 году учения, проведённые Минкомсвязи, показали, что «Рунет уязвим», и обсуждались меры по «минимизации рисков», в том числе и возможность «временного отключения» Рунета от внешнего мира. 29 декабря 2016 года советник президента РФ по интернету Герман Клименко заявил о необходимости разработки защитных сценариев на случай дальнейшего ухудшения внешнеполитических отношений между Россией, США и странами Европейского союза. Вероятность отключения России от мирового Интернета он оценил как очень высокую.

#### Риски госрегулирования обмена трафиком
Среди прочих мер закон предусматривает, что обмен трафиком на территории страны будет осуществляться только через специально одобренные и внесённые в соответствующий реестр точки обмена. Операторы, не исполняющие указания Роскомнадзора или правоохранительных органов, могут быть отключены от точек обмена.
По мнению исполнительного директора Общества защиты Интернета Михаила Климарева, реализация закона снизит эффективность работы сети, что, вероятно, сделает её медленнее и дороже. По словам пресс-секретаря сотовой компании МТС Алексея Меркутова, «использование средств контроля содержимого трафика <…> может стать причиной деградации качества услуг связи, как для обычных потребителей, так и для устройств интернета вещей». По мнению представителей МТС, Tele2 и Вымпелкома, создание госреестра точек обмена трафиком приведёт к увеличению издержек операторов. Жёсткая система обмена трафиком находится в противоречии с задачами развития сети, так как это «живая многоуровневая система, постоянно расширяемая и обновляемая».

#### Риски централизации
Согласно экспертному заключению комиссии по связи и информационно-телекоммуникационным технологиям РСПП, реализация законопроекта приведёт к снижению устойчивости интернета в России. Предусмотренная проектом система централизованного управления сетью связи общего пользования может стать единой точкой катастрофического отказа работы связи в стране. Кроме того, проект направлен на обеспечение работоспособности интернета в России в случае отключения от зарубежных корневых серверов, но эта задача неактуальна, поскольку в России уже есть 11 корневых серверов, которых вполне достаточно.
В заключении Экспертного совета при правительстве РФ говорится, что «законопроект о „суверенном интернете“ при реализации создаст риски нарушения работы рунета и чрезмерно расширит полномочия Роскомнадзора по прямому управлению отраслью связи». Риск нарушений работы сети в результате реализации закона эксперты оценивают как «высокий». Правительственные эксперты отмечают, что топология сети постоянно изменяется и требование закона к операторам связи передать «схемы маршрутизации» технически неисполнимо.
Согласно директору по стратегическим проектам Института исследований интернета Ирины Левовой, централизация управления трафиком в руках Роскомнадзора в случае его взлома может полностью парализовать работу интернета в России. Она отметила, что «протокол IP разработан таким образом, что передача данных осуществляется по оптимальному маршруту, а не так, как пожелает определённое ведомство».
В середине марта 2019 года применение технологии, которая будет использоваться при реализации закона о суверенном Рунете, нарушило работу сервисов Яндекса из-за сетевой атаки. По словам представителя компании, «по причинам, связанным с блокировками Роскомнадзора, трафик пошёл через существующие сейчас у операторов системы DPI, после этого большинство сервисов обвалилось».

#### Вопросы фильтрации трафика
Операторы связи, установившие в своей сети «технические средства противодействия угрозам», освобождаются от обязанности ограничивать доступ к сайтам с запрещённой информацией. Если ранее фильтрация осуществлялась самими провайдерами по спискам блокировок Роскомнадзора, то с реализацией закона её будет обеспечивать оборудование, установленное государством.
Глава Роскомнадзора Александр Жаров заявил 9 апреля 2019 года, что закон о «суверенном рунете» поможет в борьбе с запрещёнными на территории России ресурсами, в том числе обеспечит блокировку Telegram.

#### Риск изоляции Рунета
По мнению ряда экспертов, реализация закона создаст техническую возможность отделения российского сегмента сети от зарубежного, а также блокировки интернета в отдельных регионах. Ранее Совет безопасности России обсуждал необходимость временного отключения России от глобального интернета в случае чрезвычайной ситуации.
Руководитель Роскомнадзора Александр Жаров заявил, что после принятия закон будет находиться в «спящем состоянии», «как ядерное оружие». Он подчеркнул, что перспективы отключения России от интернета в настоящее время нет.

### Протесты против принятия законопроекта
10 марта 2019 года в Москве на проспекте Сахарова состоялся митинг в поддержку свободного Интернета, организаторами которого выступили активисты незарегистрированной Либертарианской партии, которая в прошлом году проводила массовую акцию против блокировок мессенджера Telegram, а также Общество защиты интернета. По данным полиции, в акции приняло участие около 6,5 тысяч человек, при подсчёте прошедших на митинг через рамки — 15,3 тысяч.

### Рассмотрение законопроекта
Законопроект на рассмотрение депутатов Государственной думы был внесён 14 декабря 2018 года. Авторы проекта — глава комитета Совета Федерации по конституционному законодательству и госстроительству Андрей Клишас, его первый заместитель Людмила Бокова и депутат Госдумы Андрей Луговой. В пояснительной записке авторы подчёркивают, что учитывали «агрессивный характер принятой в сентябре 2018 года стратегии национальной кибербезопасности США». По мнению парламентариев, в ней содержится принцип «сохранения мира силой», а Россия «бездоказательно» обвиняется в хакерских атаках. Законопроект также позволит сократить данные россиян, передаваемые за рубеж и определяет трансграничные линии связи и точки обмена трафиком.
Авторы проекта отмечали, что не ставят перед собой задачи создания в России собственного интернета, ограничившись исключительно на формировании «дублирующей инфраструктуры». Первый зампред комитета по законодательству Совета Федерации Людмила Бокова прокомментировала документ следующим образом:
«Не может быть международной сети в одной стране. Мы создаем замещающую инфраструктуру. Дублируем у себя, чтобы в случае чрезвычайных обстоятельств не остаться без доступа к интернету».
Председатель комитета Госдумы по информационной политике, информационным технологиям и связи Леонид Левин назвал инициативу сенаторов актуальной. Однако, по его словам, некоторые положения законопроекта нужно изучить на предмет «технологической реализуемости в рамках инфраструктурных возможностей российского сегмента сети Интернет».
17 декабря проект правового акта был направлен на экспертизу в Комитет по информационной политике, информационным технологиям и связи, выступающий в качестве профильного по данному вопросу. После более чем двухмесячного обсуждения и внесения ряда корректировок комитет вынес положительное заключение, рекомендовав концепцию законопроекта к принятию. Обеспечение безопасного функционирования технологических сетей предполагалось возложить на операторов связи и собственников.
Законопроект в целом поддержали Минкомсвязи, Роскомнадзор, Россвязь, ФСО и Федеральная служба по техническому и экспортному контролю, представив каждый свои замечания на него. Счётная палата не поддержала инициативу, отметив риски роста стоимости товаров и услуг в связи с его исполнением. Заключение СП РФ оспорил председатель комитета Совета Федерации по конституционному законодательству Андрей Клишас, заявивший, что основной объём финансового обеспечения законопроекта об устойчивой работе Рунета уже предусмотрен федеральным бюджетом. Замглавы Минкомсвязи Олег Иванов также подтвердил, что наибольшая часть затратных предложений уже учтена в программе «Цифровая экономика».
12 февраля законопроект успешно прошёл обсуждение Государственной думой в первом чтении, определив поправки, нуждающиеся в дальнейшей экспертной доработке.
11 апреля на пленарном заседании Госдума приняла законопроект во втором, основном чтении. За время подготовки была произведена консультация с профильными ведомствами, в результате которых в текст было внесено 27 поправок, направленных на уточнение полномочий госорганов.
16 апреля законопроект был принят Госдумой в третьем чтении 307 голосами «за» из 375 учтённых системой голосов. Отдельные СМИ заявили, будто бы система голосования учла несколько голосов депутатов, которые не присутствовали на заседании. 22 апреля проект был одобрен в Совете Федерации
1 мая 2019 года законопроект был подписан Президентом Российской Федерации Владимиром Путиным и был опубликован как «Федеральный закон от 01.05.2019 № 90-ФЗ» на официальном портале. Закон вступил в силу с 1 ноября 2019 года.

## Реализация закона

### Техническая составляющая
СМИ сообщали, что в марте 2019 года при участии Роскомнадзора проводилось изучение эффективности работы систем DPI-анализа трафика в задаче блокирования Telegram; при этом наилучшие результаты показал комплекс от компании «РДП.ру». По данным неназванных сотрудников операторов связи, подобные системы могут применяться в будущих системах фильтрации трафика (в роли «технических средств противодействия угрозам», ограничивающих доступ к информации из ЕРЗС). Сходные DPI-системы иногда применяются в корпоративных сетях.
В августе-сентябре 2019 года тестирование оборудования производилось на Урале. По состоянию на конец октября 2019 года были приняты не все подзаконные акты, необходимые для реализации проекта.

### Экономическая составляющая
В рамках программ «Цифровая экономика Российской Федерации» (более 20 миллиардов рублей) и «Информационное общество» (1,842 миллиарда) на реализацию закона в госбюджете на 2019—2021 годы уже заложено 30,8 млрд рублей, включая 20,8 млрд на «закупку IT-систем». Кроме того, по оценке Экспертного совета при правительстве РФ, затраты операторов связи составят 134 млрд рублей.
Счётная палата России не поддержала законопроект и высказала ряд замечаний. В отзыве Палаты, в частности, отмечается, что «реализация законопроекта приведет к росту стоимости товаров и услуг на российском рынке».
Законопроект о «суверенном рунете» может замедлить развитие в России интернета вещей, чувствительного к потенциальным задержкам передачи данных. Согласно письму Ассоциации участников рынка интернета вещей (объединяет ведущих операторов связи России), это может негативно сказаться на реализации перспективных проектов «умных городов», а также сказаться на цифровизации транспортной инфраструктуры и промышленном интернете.

### Реализация
В некоторых СМИ законопроект получил название «Об изоляции Рунета».

Соавтор законопроекта, сенатор Андрей Клишас: 
«Реализация предлагаемых мер по созданию инфраструктуры обеспечит бесперебойное функционирование и устойчивую работу Интернета на территории России, надёжный доступ пользователей к российским сайтам, а также предоставят возможность использования российскими пользователями интернет-сервисов с высокой степенью конфиденциальности передаваемых сообщений. Законопроект поможет скоординировать отрасль связи для устойчивого Рунета».
Член Совета Федерации Людмила Бокова:
«Еще раз хочу обратить внимание, что данная законодательная инициатива направлена на создание устойчивой инфраструктуры безопасного интернета, который может реагировать на любые ситуации. Всего интернета. Это безопасность сетей на случай, если не только угрозы внешние могут быть, но и внутренние угрозы — например, неустойчивый трафик».
Разработчик компьютерной сети интернет внутри Европейской организации по ядерным исследованиям (ЦЕРН) Бен Сегал:
«Это также исключительно сложно осуществить, если под термином „суверенный“ имеется в виду создание национального самоуправляемого подвида интернета, который исключает любые не национальные данные или ресурсы. Я не вижу, как предлагаемые преимущества такого отделения могут оправдать потерю всех средств существующего интернета».
Минкомсвязи дало отрицательное заключение на законопроект, но затем поддержало его.
Замглавы Минкомсвязи Олег Иванов:
«Сейчас очень многое зависит от интернета экономически, социально и политически, и нельзя пустить его развитие на самотек. В противном случае мы можем потерять суверенитет».
Из заключения рабочей группы «Связь и IT» при Экспертном совете при правительстве России:
«Ни законопроект, ни пояснительная записка не описывают ни сами угрозы, ни недостатки текущего законодательства»
Глава комитета Госдумы по информационной политике Леонид Левин:
«Никаких дополнительных ограничений свободы слова или свободы распространения информации законопроект не несет».
Ряд экспертов высказывает опасения, что эти изменения являются частью стратегии правительства и президента на усиление контроля над Интернетом и ужесточение цензуры в стране, а реальная причина принятия закона — падение рейтинга власти. Кроме того, требование закона использовать только отечественное шифрование в сочетании с законом Яровой о хранении трафика, по предположению отдельных экспертов, в случае наличия уязвимостей в криптоалгоритмах («закладок») позволило бы следить за перепиской и звонками граждан.
Согласно мнению руководителя департамента системных решений Group-IB Антона Фишмана, инициатива создания «суверенного рунета» как «disaster recovery plan» (план восстановления после катастрофы), который разрабатывают некоторые компании на случай непредвиденных обстоятельств: «Учитывая напряженную геополитическую обстановку и возможные риски со стороны других стран, этот закон предусмотрен как раз для предварительной защиты от возможных рисков», на случай непредвиденных политических обстоятельств у страны будет опция воспользоваться такой возможностью. Однако, как считает эксперт, важно посмотреть, как в дальнейшем перспективный законопроект будет реализован на практике.
В 2023 году Госдума приняла закон, запрещающий регистрацию на российских сайтах и сервисах по зарубежным email-адресам. Старые регистрации с иностранных почтовых ящиков оставят в силе. Закон вступает в силу 1 декабря 2023 года.